# Windows Media
Windows Media是Microsoft Windows下媒体创建和分发所用的多媒体框架。它包含一个带有应用程序编程接口的软件开发工具包以及一些预构建技术。以下是Windows Media的组成部分：

## 应用程序
- Windows Media Encoder
- Windows Media Player
- Windows Media Services

## 格式
- Advanced Systems Format（ASF）
- Windows Media Audio（WMA）
- HD Photo（WDP/HDP）
- Windows Media Video（WMV）

## 其他
- Microsoft Media Services（MMS），流媒体传输协议
- Windows Media DRM，数字版权管理的一种实现
- WMVHD，Windows Media Video High Definition
- Windows XP Media Center Edition，内含Media Center软件的Windows XP或Windows Vista。